# Castello di Pietrarossa
Il castello di Pietrarossa è una fortezza probabilmente di epoca medievale situato a Caltanissetta. Nonostante l'origine del nome sia controversa (potrebbe indicare il colore dei mattoni che un tempo rivestivano le sue torri e di cui oggi rimane solo qualche traccia), rappresenta uno dei più antichi edifici della città.

## Descrizione
Sorge a ridosso della chiesa di Santa Maria degli Angeli e del cimitero monumentale, nei pressi dell'antico quartiere arabo della città, e domina, dall'alto del burrone sul quale si erge, tutta la vallata sino al fiume Salso.

## Storia

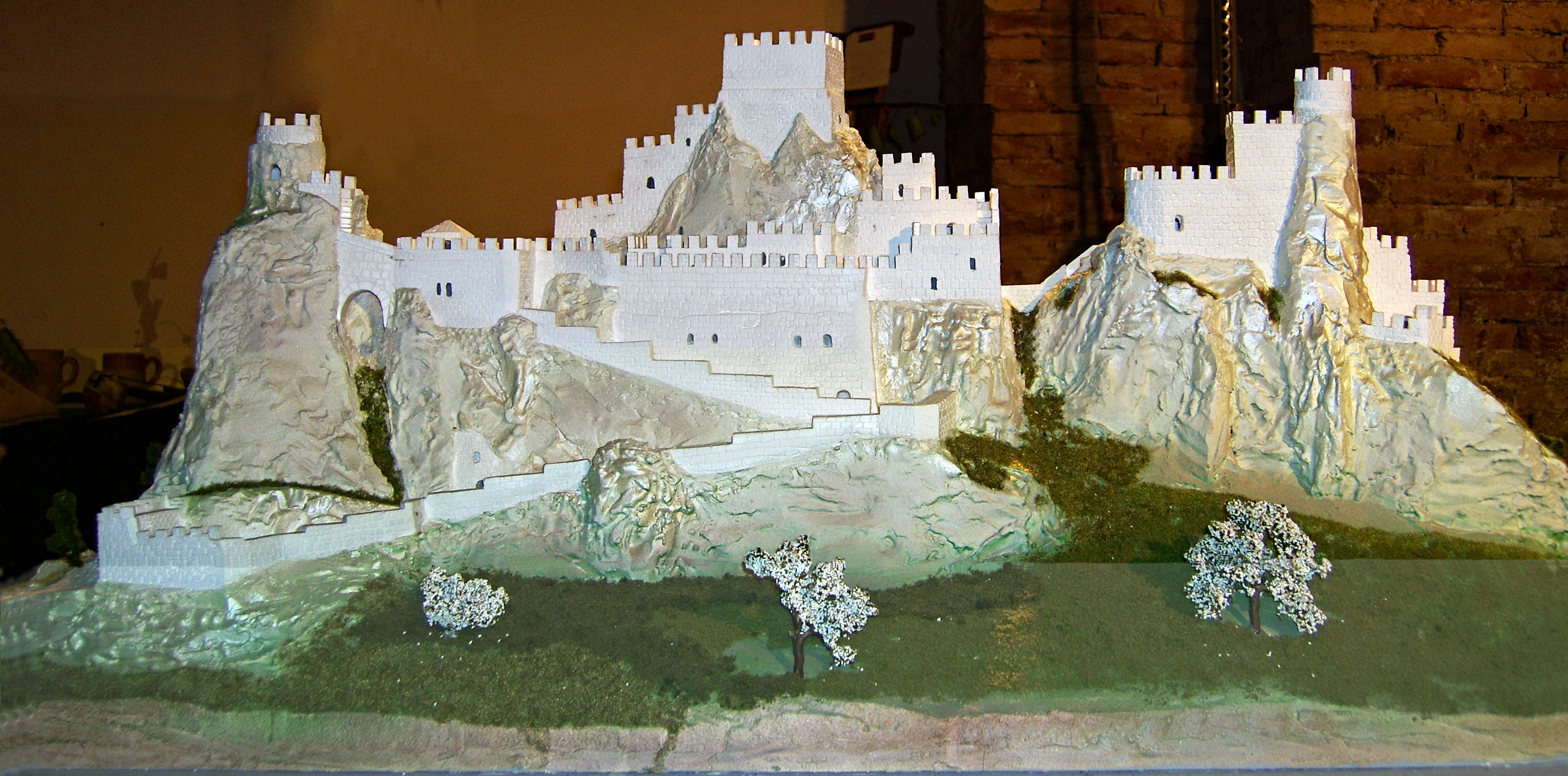
Plastico del castello di Pietrarossa di Caltanissetta conservato a Siviglia

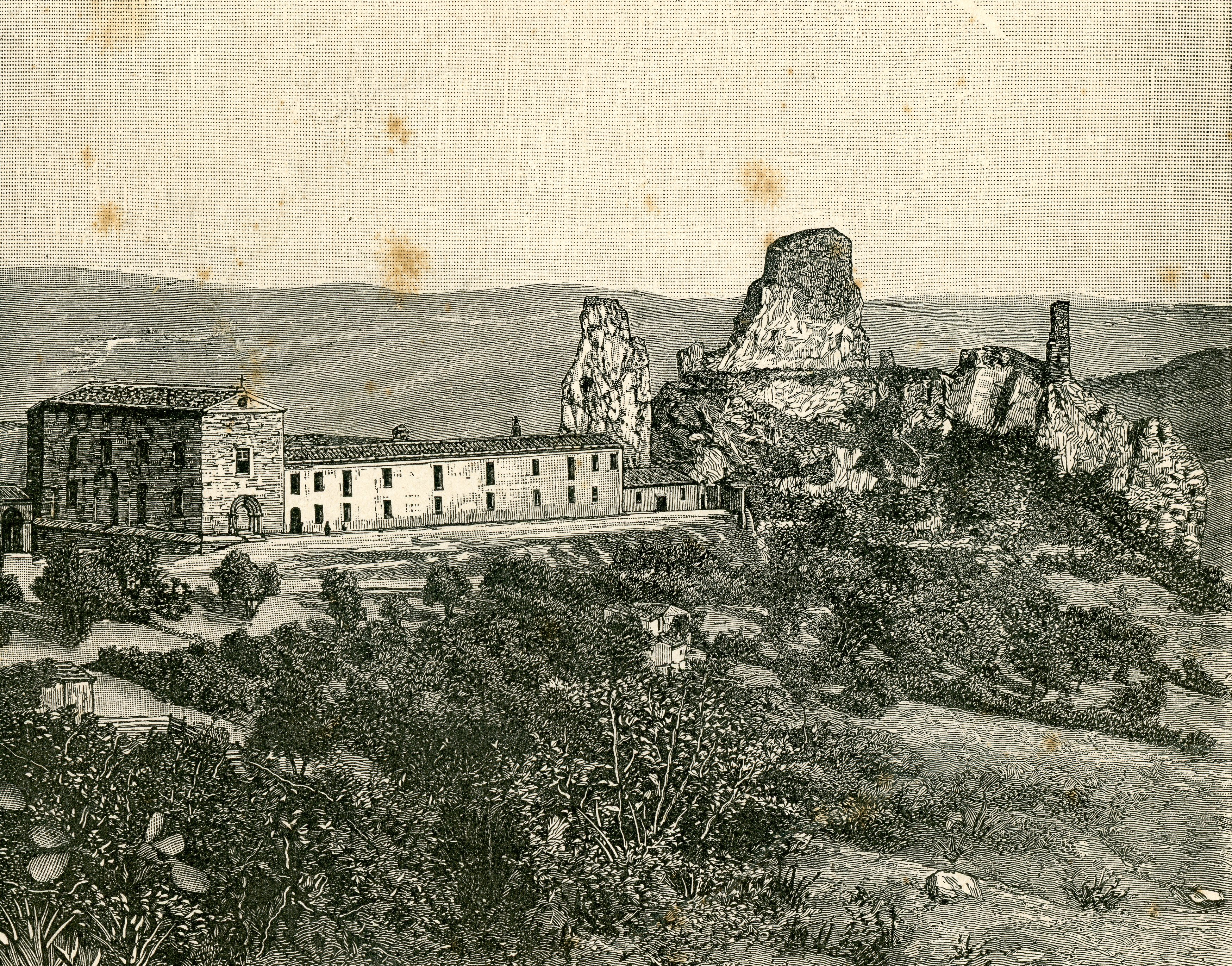
I resti dell'antico castello di Pietrarossa, con il contiguo convento e la chiesa di Santa Maria degli Angeli (xilografia di Giuseppe Barberis, 1892).

### Origine del castello
L'origine del castello è tuttora oggetto di dibattito: è difficile ricostruire la storia pre-normanna della fortezza per l'assenza di documentazioni e, ancora oggi e nonostante gli studi, le uniche notizie certe sul castello riguardano il periodo successivo all'insediamento di Ruggero I d'Altavilla.
La versione più accreditata vuole che il castello fu edificato dai bizantini tra il 750 e l'800, (vedi Luigi Santagati in Archivio nisseno n. 4 del 2009, p 138) ma esistono anche altre ipotesi:
origine saracena; origine pregreca (per via di alcune le lettere graffite trovate su alcuni baluardi ritenuti simboli dell'alfabeto sicano, in realtà segni di lapicidi del XIII secolo);
origine romana (sarebbe nato da "avanzi di fabbriche Romane");
origine gotica;
origine greca (la rocca sarebbe stata edificata dai siracusani ed infruttuosamente attaccata dagli ateniesi).

### Epoca angioina
Il castello fu teatro di vari avvenimenti sotto il dominio angioino, in particolare della resistenza da parte di Nicolò Maletta contro le armate angioine condotte da Guglielmo d'Estendard, finché, tradito dai suoi, fu costretto a cedere il castello al francese, finendo poi impiccato.

### Epoca aragonese
Il periodo di maggior prestigio, il castello lo visse sotto il dominio degli Aragonesi: infatti, fu scelto come sede dei tre Parlamenti generali di Sicilia, negli anni 1295, 1361 e 1378.

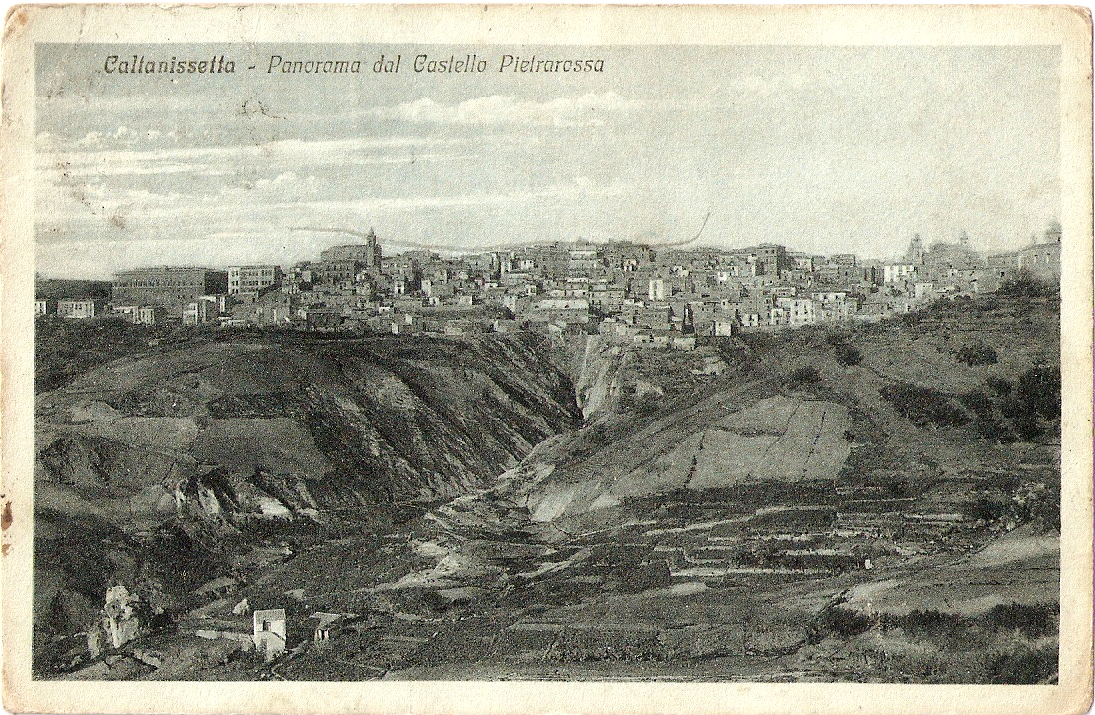
Veduta di Caltanissetta dal castello di Pietrarossa negli anni Venti

### Il Quattrocento, il Cinquecento
Nel 1407, il castello passò in proprietà alla famiglia Moncada, nella persona di Matteo, ed iniziò il suo periodo di decadenza in quanto, adibito ormai alle sole funzioni militari, fu ritenuto inadatto come residenza nobiliare. Sul finire del XV secolo i sotterranei del castello vennero addirittura adibiti a carceri.
Nella notte del 27 febbraio 1567, a causa dell'inconsistenza della roccia su cui era stata costruita, gran parte dell'inespugnabile fortezza crollò. Rimasero in piedi solo alcuni terrapieni, due torrioni ed una sottile torretta di guardia che crollo nei primi anni del XX secolo.
Nel 1591 vennero iniziati dei lavori di manutenzione, ma questi finirono per trasformare il castello in una cava di pietra da costruzione.
In seguito a questo progressivo smantellamento, nel 1600 fu trovato il cadavere di Adelasia, nipote di Ruggero I d'Altavilla, cinta da una corona di rame che ne indicava il nome e la progenie.